# Пергола (садово-паркова споруда)
Пе́ргола (італ. pergola) — садове накриття́, набірна конструкція з повторюваних секцій арок, з'єднаних між собою поперечними брусами, для захисту проходу від палючого сонця. Вона може бути як окремою спорудою, так і частиною будівлі, що закриває відкриті тераси. Італійське слово pergola походить від лат. pergula («дашо́к», «прибудова»).
Пергола може з'єднувати павільйони, може виходити від дверей будівлі до відкритої садової споруди, такої, як окрема тераса або басейн, або може стояти окремо, кидаючи тінь по всій довжині шляху.

Перголи є більш постійними архітектурними спорудами, ніж берсо — зелені тунелі садів пізнього середньовіччя і епохи Відродження, які часто створювалися з пружних вербових прутів — молоді пагони верби або ліщини переплітали разом в районі верхівок, створюючи таким чином ряд арок, потім з'єднували їх довгими дощечками, по яким росли в'юнкі рослини. Видозміненими перголами є також альтанки, трельяжі та арки, вкриті кучерявими рослинами.

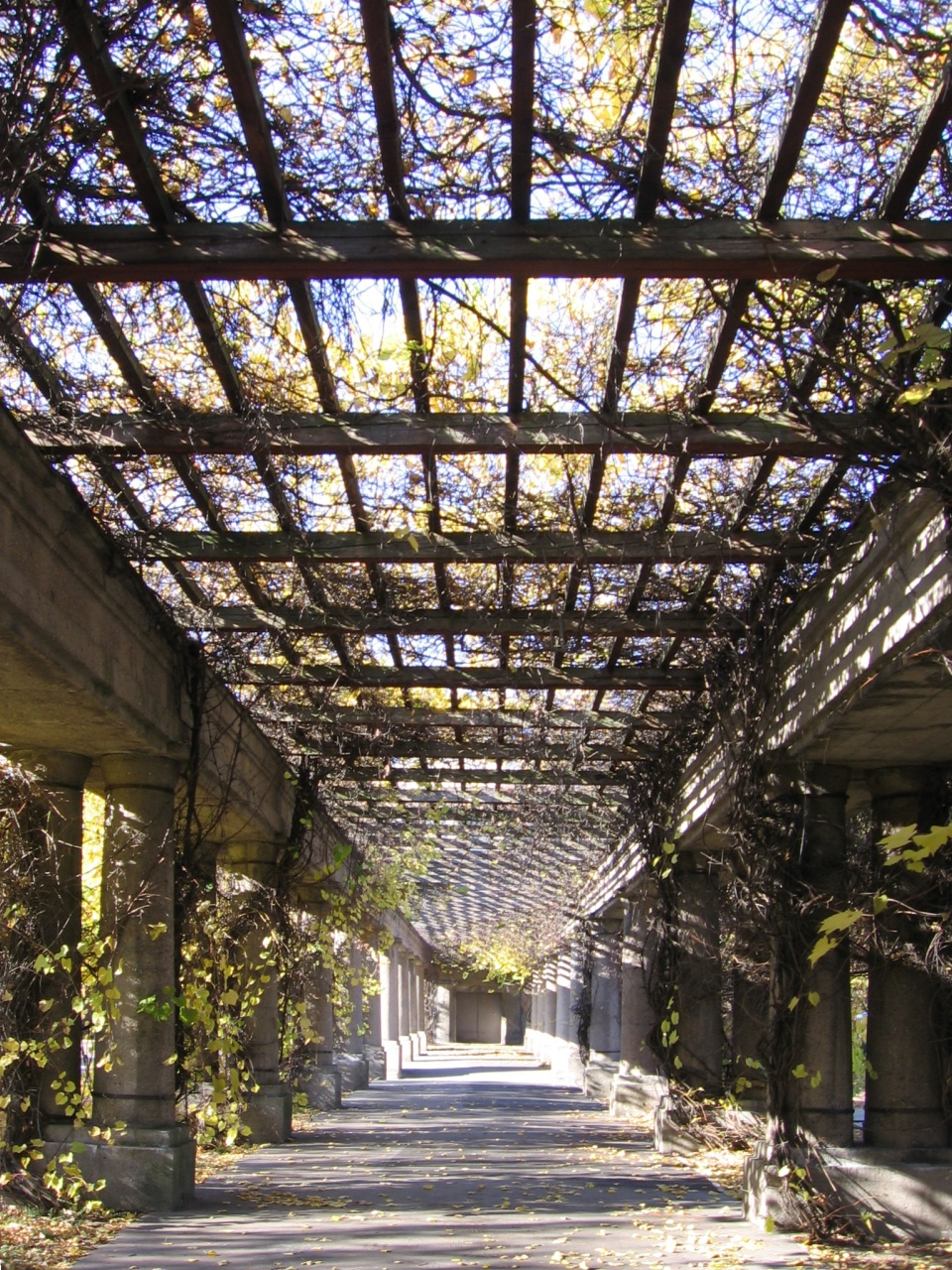
Пергола в парку Вроцлава

Спочатку пергола виникла на півдні як утилітарна домашня споруда. Її будували для підтримки виноградних лоз і разом з тим вона була місцем для денного відпочинку. Архітектура перголи варіюється від простих прямих дерев'яних конструкцій середньовічних монастирських садів до багатих мармурових колон XIX ст. та сучасних пергол із залізобетону. Одним з найкрасивіших елементів перголи є тіньовий малюнок усередині неї.
Явно штучна природа перголи призвела до того, що в натуралістичних садівничих стилях вісімнадцятого та дев'ятнадцятого століть вона була в немилості. Проте красиві перголи на цегляних і кам'яних стовпах з потужними поперечними балками були характерною рисою садів, спроектованих наприкінці ХІХ - на початку ХХ століть сером Едвіном Лютенсом і Гертрудою Джекіл, і втілювали їхній фірмовий знак міцної структури, пишно засадженої рослинами. Особливо велика пергола представлена в садах The Hill в Гемпстеді (Лондон), спроектована Томасом Моусоном для свого клієнта В. Г. Левера. Пергола у Вроцлаві була спроектована в 1911 році і стала об'єктом Світової спадщини ЮНЕСКО в 2006 році.